# ألكسندر مانلي
ألكسندر لايتفوت (أو أليكس) مانلي (13 مايو 1866-5 أكتوبر 1944) مالك صحيفة ومحرر أمريكي من أصل أفريقي عاش في ويلمينغتون في ولاية كارولاينا الشمالية. نشر مع شقيقه وشريكه، فرانك جي. مانلي، صحيفة ديلي ريكورد، الصحيفة الأمريكية الأفريقية اليومية الوحيدة في الولاية وربما الصحيفة اليومية الوحيدة المملوكة للسود في البلاد. ضم ميناء ويلمنغتون في ذلك الوقت 10,000 نسمة وكان المدينة الأكبر في الولاية، وأغلب سكانه من السود، مع طبقة وسطى صاعدة.
في أغسطس 1898 نشر مانلي افتتاحية جدلية اعترض فيها على الصور النمطية للرجال السود كمغتصبين للنساء البيضاوات. كان قد رد في وقت سابق على ريبيكا لاتيمر فيلتون في جورجيا التي كتبت عن الذكور الأمريكيين الأفارقة الذين لديهم علاقات مع النساء البيضاوات. في ذلك الوقت، أجج الديمقراطيون البيض التوترات العرقية وعززوا سيادة البيض في محاولة لاستعادة السلطة في المجلس التشريعي للولاية. لقد فقدوا السيطرة في انتخابات 1894 و1896 من أجل «تكتل» المرشحين المدعومين من قبل الائتلاف الجمهوري والشعبوي، انتخب هؤلاء الناخبون أيضًا الجمهوري دانيال إل. راسل حاكمًا في عام 1896. عند انتخاب المرشحين التكتليين ثنائيي العرق لعضوية مجلس بلدية ويلمينغتون، أجرت لجنة سرية من الديمقراطيين الانقلاب الوحيد الناجح في تاريخ الولايات المتحدة، والمعروف الآن باسم انتفاضة ويلمينغتون عام 1898، وأطاحوا بحكومة المدينة. طردوا الأخوين مانلي خارج المدينة، مهددين حياتهم، وحطمت الحشود الكبيرة المطبعة وأحرقوا مكاتب الصحف، وخرجت الأمور عن السيطرة، فهاجموا أيضًا أحياء السود، مما أسفر عن مقتل ما يقدر بنحو 30-100 شخص وتدمير الكثير مما بناه المعتقون في المدينة.
انتقل الأخوان مانلي مع 2100 شخص أسود بشكل دائم من ويلمينغتون بعد أعمال الشغب، فتحولت إلى مدينة ذات أغلبية بيضاء. انتقل الأخان لفترة وجيزة إلى واشنطن العاصمة، بمساعدة عضو الكونغرس السابق جورج هنري وايت. استقر في المدينة بعد أن أصدرت ولاية كارولينا الشمالية تشريعًا في عام 1899 حرمت فيه السود من حقوقهم في الولاية. تزوج أليكس من كارولين سادجوار في منزله. انتقل أليكس مانلي وزوجته إلى فيلادلفيا، حيث عائلتهم. (انتقل فرانك مانلي إلى ألاباما ودرّس في جامعة توسكيغي). كان على أليكس مانلي أن يدعم عائلته باعتباره رسامًا، لكنه ظل ناشطًا سياسيًا، ساعد في تأسيس رابطة أرمسترونغ، التي مهدت للرابطة الحضرية الوطنية، وكان عضوًا في مجلس الصحف الأمريكية الأفريقية.

## التوترات العرقية
أعيد نشر مقالة الرأي لمانلي في الأوراق البيضاء، من بينها واشنطن نيوز وذا نيوز آند وبزرفر في رالي. اكتسبت اهتمامًا وطنيًا، في عام كانت فيه التوترات العرقية في ولاية كارولينا الشمالية مرتفعة بالفعل، وأثارتها الحملات الديمقراطية للانتخابات المعلقة. روج الديموقراطيين لتفوق البيض وضخموا المخاوف العرقية المتعلقة بتمازج الأجناس لإبراز أنصارهم. كانت تعليقات مانلي حول العلاقات بين الأعراق مثيرة للجدل وغير مرحب بها في المجتمع المنفصل، على الرغم من أن معظم أفراد المجتمع الأبيض كانوا على دراية تامة بالعديد من العلاقات التي تربط الرجال البيض بالنساء السوداوات، بما في ذلك بعض الرجال الذين احتفظوا بعائلات ثانية مع أطفالهم المختلطي العرق.

### التوترات السياسية
استغل الديموقراطيون افتتاحية مانلي، زاعمين أنه «طالما بقي التكتل، سيستمر الرجال الزنوج في الاعتداء على النساء البيض». نشر كلاوسون مقال مانلي اليومي في جريدته في الأسابيع التي سبقت انتخابات 9 نوفمبر، ونشرته الصحف الأخرى مرارًا وتكرارًا في الشهرين السابقين للانتخابات. بالإضافة إلى ذلك، حمل الديمقراطيون نسخًا من افتتاحية مانلي معهم لإثارة الجدل في المحادثات ودعم مناشداتهم. أصبحت الافتتاحية مثيرة للجدل لدرجة أن الجمهوريين المناضلين ادعوا أن الديموقراطيين هم من كتبها، وليس مانلي.